# Lijst van Stolpersteine in Goirle

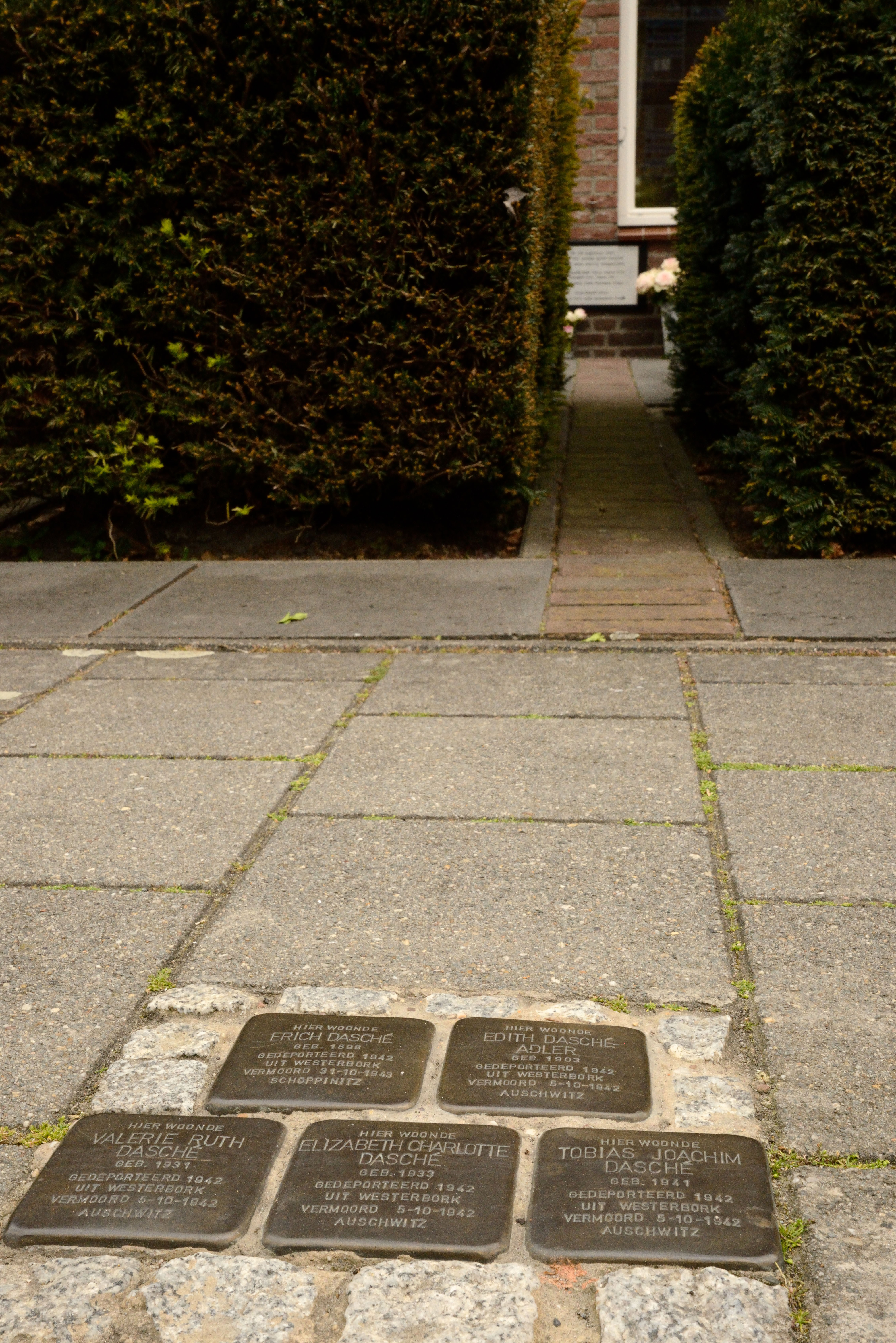
Stolpersteine voor de familie Dasché

De lijst van Stolpersteine in Goirle geeft een overzicht van de gedenkstenen die in de gemeente Goirle in de Nederlandse provincie Noord-Brabant zijn geplaatst in het kader van het Stolpersteine-project van de Duitse beeldhouwer-kunstenaar Gunter Demnig.
Stolpersteine zijn opgedragen aan slachtoffers van het nationaalsocialisme, al diegenen die zijn vervolgd, gedeporteerd, vermoord, gedwongen te emigreren of tot zelfmoord gedreven door het nazi-regime. Demnig legt voor elk slachtoffer een aparte steen, meestal voor de laatste zelfgekozen woning.
Omdat het Stolpersteine-project doorloopt, kan deze lijst onvolledig zijn.

## Stolpersteine
In Goirle liggen vijf Stolpersteine op een adres.

### Goirle
| Afbeelding | Inscriptie | Adres                     | Biografie                              |
| ---------- | --- | ------------------------- | -------------------------------------- |
|            | HIER WOONDE ELIZABETH CHARLOTTE DASCHÉ GEB. 1933 GEDEPORTEERD 1942 UIT WESTERBORK VERMOORD 5.10.1942 AUSCHWITZ | Emmastraat 35 Kaart (OSM) | Elizabeth Charlotte Dasché (1933–1942) |
|            | HIER WOONDE ERICH DASCHÉ GEB. 1898 GEDEPORTEERD 1942 UIT WESTERBORK VERMOORD 31.10.1943 SCHOPPINITZ            | Emmastraat 35 Kaart (OSM) | Erich Dasché (1898–1943)               |
|            | HIER WOONDE TOBIAS JOACHIM DASCHÉ GEB. 1941 GEDEPORTEERD 1942 UIT WESTERBORK VERMOORD 5.10.1942 AUSCHWITZ      | Emmastraat 35 Kaart (OSM) | Tobias Joachim Dasché (1941–1942)      |
|            | HIER WOONDE VALERIE RUTH DASCHÉ GEB. 1931 GEDEPORTEERD 1942 UIT WESTERBORK VERMOORD 5.10.1942 AUSCHWITZ        | Emmastraat 35 Kaart (OSM) | Valerie Ruth Dasché (1931–1942)        |
|            | HIER WOONDE EDITH DASCHÉ- ADLER GEB. 1903 GEDEPORTEERD 1942 UIT WESTERBORK VERMOORD 5.10.1942 AUSCHWITZ        | Emmastraat 35 Kaart (OSM) | Edith Dasché-Adler (1903–1942)         |

## Data van plaatsingen
- 28 augustus 2012: vijf Stolpersteine op Emmastraat 35